# Broek in Waterland
Broek in Waterland är en ort med cirka 2 400 invånare i den nederländska provinsen Nord-Holland. Byn är en del av kommunen Waterland och är belägen ca 8 km söder om Purmerend och 8 km nordost om Amsterdam. 

## Historia
Under 1600- och 1700-talet var byn ett populärt residens för tidens handelsmän och sjöfarare från Amsterdam. Tack vare dess goda rykte genom åren har mycket av dess rika historia bevarats. Många av byns hus är byggda före 1850 och är karakteristiska med dess pastellfärgade fasader och dekorativa högtidsdörrar, vilka användes enbart vid bröllop och begravning.
Under 1700-talet blev Broek in Waterland berömt för dess skönhet. Den tysk-romerske kejsaren Josef II besökte platsen 1781 och 1811 var Napoleon på plats för att njuta av husen byggda i pagodastil. Byn var även känd för dess renlighet; i flera reseguider ifrån denna tid går att läsa om hur ovanligt prydlig och ren staden var. En fransk besökare kallade den i mitten av 1700-talet för "le temple de la propreté hollandaise".
Kyrkan i Broek in Waterland byggdes under 1300-talet till Nikolaus ära. Den 26 september 1573 raserades kyrkan till grunden av spanjorerna under det Nederländska frihetskriget. 1628 började byns invånare bygga upp kyrkan på den gamla grunden. En predikstol donerades 1685 av ett förmöget par som gift sig i kyrkan fyrtio år tidigare. Predikstolen är tillverkad av ebenholts, palisander och rosenträ. Kyrkorgeln byggdes 1832 av Wander Beekes. Kyrkan undergick en omfattande renovering år 1989. Under renoveringen fann man under flera lager av färg det ursprungliga taket, fullt av fresker föreställande keruber och fruktgirlanger.